# Racing Club de Avellaneda

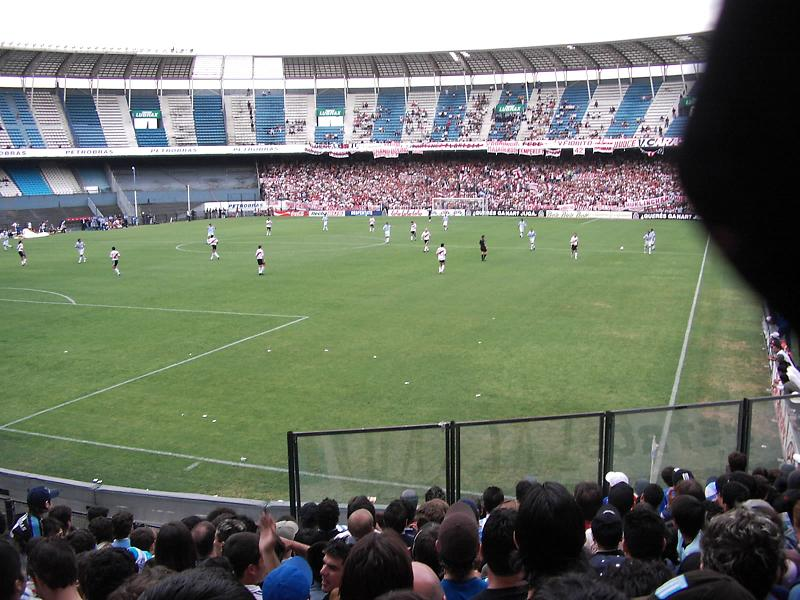
Match på Estadio Presidente Perón.

Racing Club de Avellaneda, mer känd som Racing, bildad 25 mars 1903, är en fotbollsklubb från stadsdelen Avellaneda från södra Buenos Aires, Argentina. Smeknamnet är ”La Academia”. Spelar på Estadio Presidente Perón ”El Cilindro” som tar ungefär 60 000 åskådare. Hemmaställen är precis som landslagets färger ljusblå och vita. Främsta rivalen är grannen CA Independiente som har sin arena mindre än 300 meter bort.

## Kända spelare
- Claudio López
- Diego Simeone
- Diego Milito
- Lisandro López